# الوهج (فلم 2002)
الوهج (بالإنجليزية: The Glow) هو فيلم تلفزيوني أمريكي من إنتاج عام 2003 وإخراج كريغ باكسلي. يظهر في الفيلم بورشيا دي روسي وهال ليندن ودينا ميريل وجوزيف كامبانيلا وجريس زابريسكي وجون غيلبرت وإيان دوني وجيسون بليكر وسابرينا غريدفيتش وكاري ماتشيت ودين كاين وجوناس تشيرنك.

## وصلات خارجية
مقالات تستعمل روابط فنية بلا صلة مع ويكي بيانات